# Torre Miravalle
Torre Miravalle es un edificio ubicado en la ciudad de Monterrey Nuevo León, cuenta con 3 elevadores (ascensores).

## La Forma
- Su altura es de 100 metros y tiene 26 pisos.
- La altura de piso a techo es de 3.60 m.
- El área total del rascacielos es: 8,406 m².

## Detalles Importantes
- Su uso es exclusivamente residencial.
- Su construcción comenzó en el 2003 y finalizó en el 2005.
- Tiene 3 niveles subterráneos de aparcamiento.
- Los materiales que se usaron en su construcción fueron: concreto armado, aluminio y vidrio.
- Cuenta con 88 departamentos de lujo.
- El edificio es considerado una construcción posmodernista.
- Está anclado al suelo con 34 pilotes de acero que penetran a una profundidad de 35 metros.

## Datos clave
- Altura- 100 metros.
- Área Total- 8,406 metros cuadrados.
- Pisos- 3 niveles subterráneos de estacionamiento y 30 pisos.
- Condición: 	En Uso.
- Rango: 	
  - En Monterrey: 9.º lugar